# Ethusa parapygmaea
Ethusa parapygmaea is een krabbensoort uit de familie van de Ethusidae. De wetenschappelijke naam van de soort is voor het eerst geldig gepubliceerd in 1993 door Chen.